# Vuk (Vorname)
Vuk ist ein männlicher Vorname.

## Herkunft und Bedeutung
Vuk stammt aus dem Serbokroatischen und bedeutet „Wolf“.

## Namensträger
- Vuk Branković (serbisch Вук Бранковић; † 1398), Gründer eines Feudalstaates
- Vuk Drašković (kyrillisch Вук Драшковић; * 1946), serbischer Schriftsteller und Politiker
- Vuk Krsto Frankopan (1578–1652), General von Karlovac
- Vuk Jeremić (serbisch: Вук Јеремић, * 1975), serbischer Politiker (Demokratska Stranka)
- Vuk Sotirović (* 1982), serbischer Fußballspieler
- Vuk Stefanović Karadžić (kyrillisch Вук Стефановић Караџић; 1787–1864 in Wien), serbischer Philologe, Sprachreformer, Ethnologe, Dichter, Übersetzer und Diplomat
- Vuk Rađenović (* 1986), serbischer Bobfahrer

## Trivia
In dem Film In China essen sie Hunde von Lasse Spang Olsen ist Vuk der Name des vom Pech verfolgten Küchengehilfen (gespielt von Brian Patterson), dessen versehentliche Ermordung die Krise (Bandenkrieg zwischen den Protagonisten und der serbischen Familie von Vuk) in Gang setzt.